# 2001 videójátékai

## Főbb események
| Hónap  | Nap(ok) | Esemény |
| ------ | ------- | --- |
| Január | 29      | Az Infogrames megvette a Hasbro Interactive-ot, és vele együtt a Game.com üzletágat, a MicroProse és az Atari márkákat és annak a jogát, hogy a Hasbro szabadalmai alapján gyártson és fejlesszen játékokat. A csomag része volt a Paradigm Entertainment is. |

## Események
- Az Academy of Interactive Arts & Sciences negyedik alkalommal tartotta meg az évenként megrendezett Interactive Achievement Awards díjkiosztóját. John Carmack az id Software-től bekerült az AIAS Halhatatlanjai közé.
- A British Academy of Film and Television Arts (BAFTA) megtartja a negyedik éves BAFTA Interactive Entertainment Awards-ot a multimédiás technológia számára. A 21 díjból 15-öt videójátékok vittek el.
- Március 21 – A Game Boy Advance kézben fogható változatát kiadta a Nintendo. Szintén kiadták a  Super Mario Bros. 2 felújított változatát.
- Május 17–19 – Megtartották a 7. Electronic Entertainment Expot (E3);[2] 4. alkalommal osztották ki a Game Critics Awardsot az E3 legjobb résztvevői között.
- Június 23 – A Sonic the Hedgehog 10 éves lett.
- Július – Az IEMA (Interactive Entertainment Merchants Association) megtartja 2. éves vezetői gyűlését.
- A Gama Network megtartja 3. éves Independent Games Festival (IGF) fesztiválját.
- A Game Developers Conference első ízben tartja meg évessé váló Game Developers Choice Awardsát.
- Tavasz – A Reuters jelentése szerint a Dreamcast konzolnak nagyjából 800.000 felhasználója van online.
- A  Sony összedolgozott az AOL-lal, hogy az internetes lehetőségeket beépítse a PlayStation 2 konzolba. Ebben már volt böngésző, e-mail kliens, és lehetőség volt azonnali üzenetváltásra is.
- Augusztus – A 2. éves Dreamcast Championships (melyen szerepelt a Crazy Taxi 2 videójáték is.)
- A Nikkei News jelentése szerint a Phantasy Star Online-nak (Dreamcast) az év közepére már 300.000 bejelentkezése volt az év közepéig.
- Szeptember 14 – A Nintendo kiadta a GameCube-ot és az ehhez tartozó első játékot, a Luigi's Mansiont.
- November 15 – Bemutatták a Microsoft Xboxot.
- November 18 – A Nintendo Észak-Amerikában kiadta a GameCube-ot.
- November 23 – A Game Park bemutatta a GP32 vezeték nélküli, többjátékos multimédia, kézben tartható konzolját Dél-Koreában.
- December 31 – Jez San megkapta a OBE rangot az újévi kitüntetéskor, ezzel ő lett az első, aki kimondottan a videójátékok miatt részesült ebben.
- December – A Panasonic kiadta a Game Cube-alapú Q multimédia konzolt.

### Üzleti élet
- Megszűnt vállalatok: Indrema, Dynamix, Sanctuary Woods, SNK.
- Miután a Dynamixot (1984–2001) a Sierra Vivendi Universal alatti restrukturálása miatt bezárták, a stúdió több veteránja összefogva megalapította a GarageGames-t.
- A Sega bejelentette, hogy a továbbiakban nem gyárt otthoni konzolokat, ehelyett a játékfejlesztésre koncentrál. A Dreamcast gyártását májusban befejezték, de továbbra is adnak ki olyan játékokat, mint a Sonic the Hedgehog.
- Az Activision megvette a  Treyarch Invention LLC-t.
- A PCCW Japan (Pacific Century CyberWorks Japan Co., Ltd.) megvette a VR1 Entertainmentet.
- A régóta árkádokat fejlesztő Midway Gamesvállalat bejelentette, hogy kivonul erről a piacról.
- Augusztus – A Loki Software belső pénzügyi problémák miatt csődöt jelentett,  majd következő januárban abbahagyta a működést. Erre válaszul Michael Simms a Tux Games kiskereskedelmi vezetője, a Loki volt játék tesztelője megalapította a Linux Game Publishingot október 15-épn, hogy a Linuxra továbbra is jelenjenek meg játékok.
- Október – Az Infogrames bejelentette, hogy ismét feléleszti az Atarit, mint az Infogrames almárkáját. Az Infogrames, az MX Rider és a TransWorld Surf volt az első három játék, melyek megkapták ezt a márkát.

### Perek
- Sega of America Inc. v. Kmart Corporation; A Sega beperelte a Kmartot, mivel az több mint 2 millió dolláros adósságot nem fizetett még ki
- Uri Geller v. Nintendo; Geller beperelte a Nintendót, mivel Pokémon karaktert csináltak belőle.

### Nevezetes megjelenések
| Megjelenés    | Cím                                                      | Windows    | 5. gen       | 6. gen         | Kézi     |
| ------------- | -------------------------------------------------------- | ---------- | ------------ | -------------- | -------- |
| Január 4      | RuneScape                                                | Win        | N/A          | N/A            | N/A      |
| Január 10     | Mega Man Legends                                         | N/A        | N64          | N/A            | N/A      |
| Január 16     | Mario Tennis                                             | N/A        | N/A          | N/A            | GBC      |
| Január 29     | Oni                                                      | Win        | N/A          | PS2            | N/A      |
| Január 29     | Phantasy Star Online                                     | N/A        | N/A          | DC             | N/A      |
| Január 30     | Rayman 2: The Great Escape                               | N/A        | N/A          | PS2            | N/A      |
| Január 31     | Mega Man X5                                              | Win (2002) | PS1          | N/A            | N/A      |
| Február 5     | Paper Mario                                              | N/A        | N64          | N/A            | N/A      |
| Február 6     | Action Man: Search for Base X                            | N/A        | N/A          | N/A            | GBC      |
| Február 6     | Metal Walker                                             | N/A        | N/A          | N/A            | GBC      |
| Február 7     | Clive Barker's Undying                                   | Win        | N/A          | N/A            | N/A      |
| Február 16    | Final Fantasy IX                                         | N/A        | PS1 (EU)     | N/A            | N/A      |
| Február 20    | Scooby-Doo! Classic Creep Capers                         | N/A        | N/A          | N/A            | GBC      |
| Február 27    | The Legend of Zelda: Oracle of Seasons és Oracle of Ages | N/A        | N/A          | N/A            | GBC      |
| Március 1     | Lego Island 2 The Brickster's Revenge                    | Win'98     | PS1          | N/A            | GBC, GBA |
| Március 5     | Conker's Bad Fur Day                                     | N/A        | N64          | N/A            | N/A      |
| Március 6     | The Bouncer                                              | N/A        | N/A          | PS2            | N/A      |
| Március 9     | Sonic Shuffle                                            | N/A        | N/A          | DC             | N/A      |
| Március 12    | Star Wars: Episode I: Battle for Naboo                   | Win        | N/A          | N/A            | N/A      |
| Március 13    | Onimusha: Warlords                                       | N/A        | N/A          | PS2            | N/A      |
| Március 13    | Unreal Tournament                                        | N/A        | N/A          | DC             | N/A      |
| Március 14    | Aidyn Chronicles: The First Mage                         | N/A        | N64          | N/A            | N/A      |
| Március 15    | SpongeBob SquarePants: Legend of the Lost Spatula        | N/A        | N/A          | N/A            | GBC      |
| Március 21    | Daytona USA                                              | N/A        | N/A          | DC             | N/A      |
| Március 21    | Tribes 2                                                 | Win        | N/A          | N/A            | N/A      |
| Március 21    | Serious Sam: The First Encounter                         | Win        | N/A          | N/A            | N/A      |
| Március 22    | Klonoa 2: Lunatea's Veil                                 | N/A        | N/A          | PS2            | N/A      |
| Március 23    | Hostile Waters: Antaeus Rising                           | Win        | N/A          | N/A            | N/A      |
| Március 25    | Black & White                                            | Win        | N/A          | N/A            | N/A      |
| Március 26    | The Simpsons: Night of the Living Treehouse of Horror    | N/A        | N/A          | N/A            | GBC      |
| Március 26    | Zone of the Enders                                       | N/A        | N/A          | PS2            | N/A      |
| Március 27    | Rocket Power: Gettin' Air                                | N/A        | N/A          | N/A            | GBC      |
| Március 28    | Pokémon Stadium 2                                        | N/A        | N64          | N/A            | N/A      |
| Március 27    | Strikers 1945 II                                         | N/A        | PS1          | N/A            | N/A      |
| Március 30    | Indiana Jones and the Infernal Machine                   | N/A        | N/A          | N/A            | GBC      |
| Március 30    | Star Wars: Episode I: Battle for Naboo                   | N/A        | N64 (EU)     | N/A            | N/A      |
| Április 6     | Snoopy Tennis                                            | N/A        | N/A          | N/A            | GBC      |
| Április 8     | Dr. Mario 64                                             | N/A        | N64          | N/A            | N/A      |
| Április 11    | Kirby Tilt 'n' Tumble                                    | N/A        | N/A          | N/A            | GBC      |
| Április 12    | The Simpsons Wrestling                                   | N/A        | PS1          | N/A            | N/A      |
| Április 16    | Batman: Chaos in Gotham                                  | N/A        | N/A          | N/A            | GBC      |
| Április 23    | Silpheed: The Lost Planet                                | N/A        | N/A          | PS2            | N/A      |
| Április 30    | The Adventures of Cookie & Cream                         | N/A        | N/A          | PS2            | N/A      |
| Április 30    | Mars Matrix: Hyper Solid Shooting                        | N/A        | N/A          | DC             | N/A      |
| Május 7       | Mario Party 3                                            | N/A        | N64          | N/A            | N/A      |
| Május 8       | Myst III: Exile                                          | Win        | N/A          | PS2            | N/A      |
| Május 14      | Crazy Taxi                                               | N/A        | N/A          | PS2            | N/A      |
| Május 16      | Giga Wing 2                                              | N/A        | N/A          | DC             | N/A      |
| Május 16      | Project Justice                                          | N/A        | N/A          | DC             | N/A      |
| Május 18      | Atlantis The Lost Empire: Trial by Fire                  | Win        | N/A          | N/A            | N/A      |
| Május 21      | Cool Boarders                                            | N/A        | N/A          | PS2            | N/A      |
| Május 22      | Red Faction                                              | N/A        | N/A          | PS2            | N/A      |
| Május 28      | Crazy Taxi 2                                             | N/A        | N/A          | DC             | N/A      |
| Május 29      | Shrek: Fairy Tale Freakdown                              | N/A        | N/A          | N/A            | GBC      |
| Május 30      | Bejeweled                                                | Win        | N/A          | N/A            | N/A      |
| Május 30      | Spider-Man 2: The Sinister Six                           | N/A        | N/A          | N/A            | GBC      |
| Június 8      | Castlevania: Circle of the Moon                          | N/A        | N/A          | N/A            | GBA      |
| Június 11     | ChuChu Rocket!                                           | N/A        | N/A          | N/A            | GBA      |
| Június 11     | Earthworm Jim                                            | N/A        | N/A          | N/A            | GBA      |
| Június 11     | F-Zero: Maximum Velocity                                 | N/A        | N/A          | N/A            | GBA      |
| Június 11     | Konami Krazy Racers                                      | N/A        | N/A          | N/A            | GBA      |
| Június 11     | Rayman Advance                                           | N/A        | N/A          | N/A            | GBA      |
| Június 11     | Super Mario Advance                                      | N/A        | N/A          | N/A            | GBA      |
| Június 14     | Atlantis: The Lost Empire                                | N/A        | PS1          | N/A            | N/A      |
| Június 18     | Twisted Metal: Black                                     | N/A        | N/A          | PS2            | N/A      |
| Június 20     | Time Crisis: Project Titan                               | N/A        | PS1          | N/A            | N/A      |
| Június 21     | Baldur's Gate II: Throne of Bhaal                        | Win        | N/A          | N/A            | N/A      |
| Június 22     | Operation Flashpoint: Cold War Crisis                    | Win        | N/A          | N/A            | N/A      |
| Június 23     | Sonic Adventure 2                                        | N/A        | N/A          | DC             | N/A      |
| Június 27     | Anachronox                                               | Win        | N/A          | N/A            | N/A      |
| Június 29     | Bomberman Tournament                                     | N/A        | N/A          | N/A            | GBA      |
| Június 29     | Final Fantasy Chronicles                                 | N/A        | PS1          | N/A            | N/A      |
| Július 1      | Tomb Raider: Curse of the Sword                          | N/A        | N/A          | N/A            | GBC      |
| Július 8      | Dark Angel: Vampire Apocalypse                           | N/A        | N/A          | PS2            | N/A      |
| Július 10     | Gran Turismo 3: A-Spec                                   | N/A        | N/A          | PS2            | N/A      |
| Július 14     | Mega Man Legends                                         | Win        | N/A          | N/A            | N/A      |
| Július 16     | Jurassic Park III: The DNA Factor                        | N/A        | N/A          | N/A            | GBA      |
| Július 17     | City Crisis                                              | N/A        | N/A          | PS2            | N/A      |
| Július 19     | Final Fantasy X                                          | N/A        | N/A          | PS2 (JAP)      | N/A      |
| Július 23     | Extermination                                            | N/A        | N/A          | PS2            | N/A      |
| Július 23     | Max Payne                                                | Win        | N/A          | N/A            | N/A      |
| Július 28     | Rune: Viking Warlord                                     | N/A        | N/A          | PS2            | N/A      |
| Július 29     | Pokémon Crystal (Észak-Amerika)                          | N/A        | N/A          | N/A            | GBC      |
| Július 30     | Tweety and the Magic Gems                                | N/A        | N/A          | N/A            | GBA      |
| Augusztus 1   | Golden Sun                                               | N/A        | N/A          | N/A            | GBA      |
| Augusztus 7   | WWF Betrayal                                             | N/A        | N/A          | N/A            | GBA      |
| Augusztus 8   | Shogun: Total War: Mongol Invasion                       | Win        | N/A          | N/A            | N/A      |
| Augusztus 19  | Madden NFL 2002                                          | N/A        | PS1          | PS2            | N/A      |
| Augusztus 20  | Armored Core 2: Another Age                              | N/A        | N/A          | PS2            | N/A      |
| Augusztus 21  | Arcanum: Of Steamworks and Magick Obscura                | Win        | N/A          | N/A            | N/A      |
| Augusztus 27  | Mario Kart: Super Circuit                                | N/A        | N/A          | N/A            | GBA      |
| Augusztus 27  | Dave Mirra Freestyle BMX 2                               | N/A        | N/A          | PS2            | N/A      |
| Augusztus 28  | ESPN Final Round Golf 2002                               | N/A        | N/A          | N/A            | GBA      |
| Augusztus 29  | Alchemy                                                  | Win        | N/A          | N/A            | N/A      |
| Szeptember 10 | Advance Wars                                             | N/A        | N/A          | N/A            | GBA      |
| Szeptember 10 | Jurassic Park III: Park Builder                          | N/A        | N/A          | N/A            | GBA      |
| Szeptember 10 | Portal Runner                                            | N/A        | N/A          | PS2            | N/A      |
| Szeptember 11 | The World Is Not Enough                                  | N/A        | N/A          | N/A            | GBC      |
| Szeptember 13 | Heavy Metal: Geomatrix                                   | N/A        | N/A          | DC             | N/A      |
| Szeptember 13 | Ooga Booga                                               | N/A        | N/A          | DC             | N/A      |
| Szeptember 15 | Power Rangers Time Force                                 | N/A        | N/A          | N/A            | GBA      |
| Szeptember 15 | Klonoa: Empire of Dreams                                 | N/A        | N/A          | N/A            | GBA      |
| Szeptember 17 | Arctic Thunder                                           | N/A        | N/A          | PS2            | N/A      |
| Szeptember 21 | SpongeBob SquarePants: SuperSponge                       | N/A        | PS1          | N/A            | N/A      |
| Szeptember 24 | Monster Rancher 3                                        | N/A        | N/A          | PS2            | N/A      |
| Szeptember 24 | Phantasy Star Online Version 2                           | N/A        | N/A          | DC             | N/A      |
| Szeptember 24 | Silent Hill 2                                            | N/A        | N/A          | PS2            | N/A      |
| Szeptember 24 | SpyHunter                                                | N/A        | N/A          | PS2            | N/A      |
| Szeptember 24 | SpongeBob SquarePants: Operation Krabby Patty            | Win        | N/A          | N/A            | N/A      |
| Szeptember 25 | X-Men: Reign of Apocalypse                               | N/A        | N/A          | N/A            | GBA      |
| Szeptember 26 | Bass Strike                                              | N/A        | N/A          | PS2            | N/A      |
| Szeptember 26 | Dexter's Laboratory: Deesaster Strikes!                  | N/A        | N/A          | N/A            | GBA      |
| Szeptember 26 | Final Fight One                                          | N/A        | N/A          | N/A            | GBA      |
| Szeptember 26 | Kessen II                                                | N/A        | N/A          | PS2            | N/A      |
| Szeptember 30 | Ico                                                      | N/A        | N/A          | PS2            | N/A      |
| Október 1     | NASCAR Thunder 2002                                      | N/A        | PS1          | PS2, Xbox      | N/A      |
| Október 1     | Scooby-Doo and the Cyber Chase                           | N/A        | N/A          | N/A            | GBA      |
| Október 1     | Time Crisis II                                           | N/A        | N/A          | PS2            | N/A      |
| Október 1     | Yanya Caballista: City Skater                            | N/A        | N/A          | PS2            | N/A      |
| Október 2     | Lego Island 2: The Brickster's Revenge                   | N/A        | N/A          | N/A            | GBA      |
| Október 3     | Lego Bionicle                                            | N/A        | N/A          | N/A            | GBA      |
| Október 4     | Scooby-Doo and the Cyber Chase                           | N/A        | PS1          | N/A            | N/A      |
| Október 5     | The Wild Thornberrys: Chimp Chase                        | N/A        | N/A          | N/A            | GBA      |
| Október 8     | Castlevania Chronicles                                   | N/A        | PS1          | N/A            | N/A      |
| Október 10    | Dark Age of Camelot                                      | Win        | N/A          | N/A            | N/A      |
| Október 12    | Phoenix Wright Ace Attorney                              | N/A        | N/A          | N/A            | GBA      |
| Október 15    | Lady Sia                                                 | N/A        | N/A          | N/A            | GBA      |
| Október 15    | Batman: Vengeance                                        | Win        | N/A          | PS2, GCN, Xbox | GBA      |
| Október 17    | Devil May Cry                                            | N/A        | N/A          | PS2            | N/A      |
| Október 18    | E.T.: Digital Companion                                  | N/A        | N/A          | N/A            | GBC      |
| Október 21    | Stronghold                                               | Win        | N/A          | N/A            | N/A      |
| Október 22    | Grand Theft Auto III                                     | N/A        | N/A          | PS2            | N/A      |
| Október 28    | Doom                                                     | N/A        | N/A          | N/A            | GBA      |
| Október 28    | Tony Hawk's Pro Skater 3                                 | N/A        | PS1          | PS2, GCN       | N/A      |
| Október 29    | Crash Bandicoot: The Wrath of Cortex                     | N/A        | N/A          | PS2, Xbox, GCN | N/A      |
| Október 29    | Spyro: Season of Ice                                     | N/A        | N/A          | N/A            | GBA      |
| Október 30    | Aliens versus Predator 2                                 | Win        | N/A          | N/A            | N/A      |
| Október 30    | Boxing Fever                                             | N/A        | N/A          | N/A            | GBA      |
| Október 30    | Civilization III                                         | Win        | N/A          | N/A            | N/A      |
| Október 30    | Mega Man Xtreme 2                                        | N/A        | N/A          | N/A            | GBC      |
| Október 30    | Monsters, Inc. Scream Team                               | Win        | PS1          | PS2            | N/A      |
| Október 30    | Super Street Fighter II Turbo Revival                    | N/A        | N/A          | N/A            | GBA      |
| Október 31    | Soul Reaver 2                                            | N/A        | N/A          | PS2            | N/A      |
| Október 31    | Mega Man Battle Network                                  | N/A        | N/A          | N/A            | GBA      |
| November 1    | Ace Combat 04: Shattered Skies                           | N/A        | N/A          | PS2            | N/A      |
| November 1    | Burnout                                                  | N/A        | N/A          | PS2            | N/A      |
| November 1    | Dragon Warrior VII                                       | N/A        | PS1          | N/A            | N/A      |
| November 1    | FIFA Football 2002                                       | N/A        | PS1          | PS2            | N/A      |
| November 3    | Rocket Power: Dream Scheme                               | N/A        | N/A          | N/A            | GBA      |
| November 5    | SpongeBob SquarePants: SuperSponge                       | N/A        | PS1          | N/A            | GBA      |
| November 5    | SSX Tricky                                               | N/A        | N/A          | PS2, GCN, Xbox | N/A      |
| November 7    | Jackie Chan Adventures: Legend of the Dark Hand          | N/A        | N/A          | N/A            | GBA      |
| November 9    | Project Gotham Racing                                    | N/A        | N/A          | Xbox           | N/A      |
| November 11   | Golden Sun                                               | N/A        | N/A          | N/A            | GBA      |
| November 12   | Empire Earth                                             | Win        | N/A          | N/A            | N/A      |
| November 12   | Gradius Advance                                          | N/A        | N/A          | N/A            | GBA      |
| November 12   | Survivor                                                 | N/A        | Win          | N/A            | N/A      |
| November 13   | 007: Agent Under Fire                                    | N/A        | N/A          | PS2            | N/A      |
| November 13   | Cubix: Robots for Everyone – Race 'n Robots              | N/A        | N/A          | N/A            | GBC      |
| November 13   | Metal Gear Solid 2: Sons of Liberty                      | N/A        | N/A          | PS2            | N/A      |
| November 14   | Harvest Moon 3 GBC                                       | N/A        | N/A          | N/A            | GBC      |
| November 14   | Shrek                                                    | N/A        | N/A          | Xbox           | N/A      |
| November 15   | Dead or Alive 3                                          | N/A        | N/A          | Xbox           | N/A      |
| November 15   | Halo: Combat Evolved                                     | N/A        | N/A          | Xbox           | N/A      |
| November 15   | Harry Potter and the Philosopher's Stone                 | Win        | PS1          | NA             | GBC, GBA |
| November 15   | Oddworld: Munch's Oddysee                                | N/A        | N/A          | Xbox           | N/A      |
| November 15   | Cel Damage                                               | N/A        | N/A          | Xbox, PS2, GCN | N/A      |
| November 17   | NHL Hitz 2002                                            | N/A        | N/A          | GCN            | N/A      |
| November 17   | Star Wars Rogue Squadron II: Rogue Leader                | N/A        | N/A          | GCN            | N/A      |
| November 18   | Crazy Taxi                                               | N/A        | N/A          | GCN            | N/A      |
| November 18   | Super Monkey Ball                                        | N/A        | N/A          | GCN            | N/A      |
| November 18   | IL-2 Sturmovik                                           | Win        | N/A          | N/A            | N/A      |
| November 18   | WWF Road to Wrestlemania                                 | N/A        | N/A          | N/A            | GBA      |
| November 19   | Wario Land 4                                             | N/A        | N/A          | N/A            | GBA      |
| November 19   | WWF SmackDown! Just Bring It                             | N/A        | N/A          | PS2            | N/A      |
| November 20   | FreQuency                                                | N/A        | N/A          | PS2            | N/A      |
| November 20   | Return to Castle Wolfenstein                             | Win        | N/A          | N/A            | N/A      |
| November 20   | Frogger: The Great Quest                                 | N/A        | PS2          | N/A            | N/A      |
| November 21   | Ecks vs. Sever                                           | N/A        | N/A          | N/A            | GBA      |
| November 21   | Star Wars Episode I: Jedi Power Battles                  | N/A        | N/A          | N/A            | GBA      |
| November 21   | Super Smash Bros. Melee                                  | N/A        | N/A          | GCN (NTSC-J)   | N/A      |
| November 22   | Mr. Driller G                                            | N/A        | PS1 (NTSC-J) | N/A            | N/A      |
| November 23   | Gothic                                                   | Win        | N/A          | N/A            | N/A      |
| November 24   | Frogger's Adventures: Temple of the Frog                 | N/A        | N/A          | N/A            | GBA      |
| November 25   | Azurik: Rise of Perathia                                 | N/A        | N/A          | Xbox           | N/A      |
| November 26   | Jurassic Park III: Island Attack                         | N/A        | N/A          | N/A            | GBA      |
| November 26   | Star Wars: Starfighter                                   | N/A        | N/A          | Xbox           | N/A      |
| November 26   | Twisted Metal: Small Brawl                               | N/A        | PS1          | N/A            | N/A      |
| November 27   | Extreme-G 3                                              | N/A        | N/A          | GCN            | N/A      |
| November 27   | Lego Racers 2                                            | N/A        | N/A          | N/A            | GBA      |
| November 28   | Cruis'n Velocity                                         | N/A        | N/A          | N/A            | GBA      |
| November 29   | Rampage Puzzle Attack                                    | N/A        | N/A          | N/A            | GBA      |
| November 30   | Dokapon: Monster Hunter                                  | N/A        | N/A          | N/A            | GBA      |
| December 1    | Breath of Fire                                           | N/A        | N/A          | N/A            | GBA      |
| December 1    | M&M's Blast!                                             | N/A        | N/A          | N/A            | GBA      |
| December 3    | Baldur's Gate: Dark Alliance                             | N/A        | N/A          | PS2            | N/A      |
| December 3    | Pikmin                                                   | N/A        | N/A          | GCN            | N/A      |
| December 3    | Super Smash Bros. Melee                                  | N/A        | N/A          | GCN (NTSC-U)   | N/A      |
| December 3    | Jak and Daxter: The Precursor Legacy                     | N/A        | N/A          | PS2            | N/A      |
| December 4    | Mega Man X6                                              | N/A        | PS1          | N/A            | N/A      |
| December 5    | American Bass Challenge                                  | N/A        | N/A          | N/A            | GBA      |
| December 7    | Cel Damage                                               | N/A        | N/A          | GCN            | N/A      |
| December 7    | Evil Twin: Cyprien's Chronicles                          | N/A        | N/A          | PS2 (PAL & EU) | N/A      |
| December 9    | The Flintstones: Big Trouble in Bedrock                  | N/A        | N/A          | N/A            | GBA      |
| December 12   | Mortal Kombat Advance                                    | N/A        | N/A          | N/A            | GBA      |
| December 12   | Shadow Hearts                                            | N/A        | N/A          | PS2            | N/A      |
| December 17   | Luigi's Mansion                                          | N/A        | N/A          | GCN            | N/A      |
| December 17   | Dark Rift (Észak-Amerika)                                | N/A        | N64          | N/A            | N/A      |
| December 18   | Universal Studios Theme Parks Adventure                  | N/A        | N/A          | GCN            | N/A      |
| December 19   | Wizardry: Tale of the Forsaken Land                      | N/A        | N/A          | PS2            | N/A      |
| December 20   | Final Fantasy X                                          | N/A        | N/A          | PS2 (US)       | N/A      |
| December 20   | Giants: Citizen Kabuto                                   | N/A        | N/A          | PS2            | N/A      |
| December 21   | Silent Hill 2: Director's Cut                            | N/A        | N/A          | Xbox           | N/A      |
| December 21   | Ultimate Mortal Kombat 3                                 | N/A        | N/A          | N/A            | GBA      |